# Book of Ways
Book of Ways från 1987 är ett dubbelalbum med improviserad musik av Keith Jarrett. Det spelades in i juli 1986 i Tonstudio Bauer, Ludwigsburg. Jarrett framför musiken på klavikord.

## Låtlista
All musik är skriven av Keith Jarrett.

### Cd 1
1. Book of Ways 1 – 9:08
2. Book of Ways 2 – 3:41
3. Book of Ways 3 – 4:03
4. Book of Ways 4 – 4:54
5. Book of Ways 5 – 2:58
6. Book of Ways 6 – 4:09
7. Book of Ways 7 – 3:36
8. Book of Ways 8 – 5:35
9. Book of Ways 9 – 5:02
10. Book of Ways 10 – 3:35

### Cd 2
1. Book of Ways 11 – 6:16
2. Book of Ways 12 – 4:08
3. Book of Ways 13 – 4:38
4. Book of Ways 14 – 7:13
5. Book of Ways 15 – 5:48
6. Book of Ways 16 – 7:37
7. Book of Ways 17 – 3:56
8. Book of Ways 18 – 7:16
9. Book of Ways 19 – 5:38

## Medverkande
- Keith Jarrett – klavikord